# Schnelldorf
Schnelldorf település Németországban, azon belül Bajorországban. Lakosainak száma 3670 fő (2023. december 31.).

## Népesség
A település népessége az elmúlt években az alábbi módon változott:
| Lakosok száma | 892  | 1468 | 2999 | 3030 | 3548 | 3561 | 3527 | 3564 | 3656 | 3670 |
|               | 1875 | 1950 | 1975 | 1987 | 2012 | 2014 | 2016 | 2017 | 2021 | 2023 |